# 胡桓瑋
胡瑋杰（1988年4月29日—），本名胡桓瑋，台灣演員。2006年參與電視劇《危險心靈》叛逆學生高偉琦，與2008年參與電視劇《波麗士大人》鍾碧昌等角色受人矚目。2021年參與網路劇《華燈初上》中飾演日式酒店「光」的男服務生丁家豪而為人熟知。

## 演出作品

### 電影長片
- 2013年《瑪德2號》
- 2014年《行動代號：孫中山》
- 2015年《我們全家不太熟》
- 2016年《白蟻-慾望謎網》
- 2019年《陪你很久很久》

### 電影短片
- 2007年《水岸麗景》(Waterfront Villa Bonita)
- 2010年《狙擊手》(Real Sniper)
- 2015年《罐裝販售》(CAN be a good day)
- 2023年《命裡有時》
- 2024年《糟糕！我又吸走別人的念頭了》

### 音樂錄影帶
- 2008年 易桀齊 <有你真好>
- 2009年 陶喆 <我太傻>

### 劇集
| 年度   | 頻道                   | 劇名                     | 角色            |
| 2006年 | 公視                   | 危險心靈                 | 高偉琦          |
| 2007年 | 八大                   | 熱情仲夏                 | 夏橘            |
| 2007年 | 公視                   | 指印                     | 張偉明          |
| 2008年 | 台視、三立             | 波麗士大人               | 鍾碧昌 (阿昌)   |
| 2009年 | 中視                   | 老王同學會               | 林志強          |
| 2009年 | 八大、民視             | 終極三國                 | 鄒靖            |
| 2010年 | 中視                   | 女王不下班               | 楊金龍 高中時期 |
| 2011年 | 公視                   | 倒數第365天              | 卡布            |
| 2012年 | 中視                   | 翻糖花園                 | 耕豪            |
| 2012年 | 公視                   | 理髮先生                 | 鄭有德          |
| 2013年 | 公視                   | 我愛陳金鋒               | 鄭孝全          |
| 2013年 | 公視                   | 刺蝟男孩                 | 滷蛋            |
| 2015年 | 公視                   | 人生浣腸                 |                 |
| 2015年 | 愛奇藝                 | 校花的貼身高手           | 張乃炮          |
| 2015年 | 八大綜合台             | 明若曉溪                 | 瑞喜            |
| 2016年 | 芒果TV                 | 终极游侠                 | 小毅            |
| 2017年 | TVBS歡樂台             | 酸甜之味                 | 喬治            |
| 2018年 | 八大綜合台             | 終極一班5                | 尚半生          |
| 2020年 | 優酷、Netflix、MyVideo | 預支未來                 | 郭有義（小郭）  |
| 2021年 | 八大戲劇台、衛視中文台 | 她們創業的那些鳥事       | 電競教練        |
| 2021年 | 公視                   | 四樓的天堂               | 吳冠            |
| 2021年 | Netflix                | 華燈初上                 | 丁家豪          |
| 2022年 | Youtube                | 這群人│校園大亂鬥-老師篇 | 渣男老師        |
| 2023年 | Netflix                | 人選之人-造浪者          | 阿龍            |
| 2023年 | Netflix                | 此時此刻                 | 阿淦            |
| 2023年 | 公視                   | 同名同姓                 |                 |
| 2024年 | CATCHPLAY+、愛奇藝     | 讓我看見你是誰           | 黃大川          |
| 2024年 | GagaOOLala             | 愛作歹                   |                 |
| 2025年 | Netflix                | 忘了我記得               | 復健訓練師      |
| 2025年 | CATCHPLAY+、LINE TV    | 親密之海                 | 鄭戰斧          |
| 2025年 |                        | 你好，我是接體員         | 小胖            |

## 外部連結
- 胡瑋杰 Hu Wei Jie的Facebook專頁
- 胡瑋杰HuWeiJie的新浪微博
- YouTube上的胡瑋頻道
- 胡瑋的Instagram帳戶
- 胡瑋在香港影庫上的簡介